# 6070 Rheinland
6070 Rheinland este o planetă minoră (asteroid) din centura de asteroizi. A fost descoperită pe 10 decembrie 1991 la Thüringer Landessternwarte Tautenburg⁠(d) de Freimut Börngen și a fost numită după Renania. 
Obiectul prezintă o orbită caracterizată de o semiaxă mare de 2,3870489 UAi, o excentricitate de 0,21, o înclinație de 3,12975 ° în raport cu ecliptica.